# Хенри Морган
Сър Хенри Морган (на английски: Henry Morgan) е капер от уелски произход, известен като водач на буканиери в Карибско море.
Върлува в Карибите в средата на XVII век, като основната му цел е испанската колония Панама. Той е сред малкото пирати, които са успели да се пенсионират и да запазят плячката.
Известен е с изключително дръзките си и успешни набези срещу испанските градове в района (Панама, Маракайбо и други), включително ненадминатото по кръвожадност от друг британски пират избиване на всички мирни жители на град Панама и изгарянето му през януари 1671 г., при това по време, когато е в сила мирен договор между Испания и Великобритания.
През 1674 г. британският крал му дава рицарско звание, а на следващата година Морган става заместник-губернатор на Ямайка.
На негово име е наречен ром.

## Началото
Хенри Морган е роден през 1635 г. като син на уелски земевладелец. Още в ранната си младост заминава за Западна Индия, където започва като буканиер на Тортуга. Участва в множество пиратски начинания, особено нападения срещу Куба. След реставрацията на монархията в Англия през 1660 г., неговият вуйчо сър Едуард Морган е назначен за губернатор на Ямайка. Предполага се, че по това време Морган, вече тридесетгодишен, заминал за острова. На губернатора на Ямайка била подчинена флота от 11 фрегати с общо 81 топа и 740 души екипаж. Командир на тази флота с чин адмирал бил Едуард Менсфилд. Хенри Морган станал заместник на Менсфилд. В 1666 г. Менсфилд предприел експедиция, при която завладял остров Каталина, за да създаде там укрепена база. Когато испанците успели да си върнат острова, Менсфилд бил пленен. Според испански сведения той е откаран в Портобело и екзекутиран, други източници говорят за успешно бягство. Негов приемник като командващ флотата на Ямайка станал Хенри Морган, набързо произведен в чин адмирал.

## Първи стъпки
Стартът на Морган бил успешен. Той натоварил на корабите десантен отряд от 500 души, дебаркирал на едно ненаселено място по бреговете на Куба и с бърз марш се отправил към града Пуерто Принсипе, отстоящ на около 30 мили. Градът изобщо не бил подготвен за нападение и Морган го превзел без особени усилия. Пуерто Принсипе се откупил от опожаряване, но плячката не била голяма.

## Нападение на Портобело
След Пуерто Принсипе Морган се обърнал към Портобело. Начинанието със сигурност било дръзко, защото градът бил най-силната испанска крепост в Западна Индия след Хавана, Веракрус и Картагена. За Морган станало типично да опитва щастието си единствено спрямо големи, обещаващи богата плячка, обекти, винаги да изчаква, докато събере силен екипаж и да известява целта на нападението непосредствено преди атаката. Също и по други въпроси не се придържал към обичайните правила на флибустиерите. След разграбването на някой град нареждал да претърсват хората за скрита плячка.
За нападението върху Портобело Морган разполагал с 400 души на 9 кораба. „Понеже сме малко, делът на всекиго ще бъде по-голям“, казал той на хората си, когато след обявяването на целта част от френските флибустери се отделили от него. Според описанието на Джон Есквемелин, автор на книгата „Пиратите на Америка“, входът за пристанището на Портобело се охранявал от две укрепления и постоянен гарнизон от 300 войници. Към тях се прибавяли и около 400 души, които живеели постоянно в града и много търговци, които идвали от Панама със своите стоки, за да ги претоварват на борда на „сребърната флота“. Заради укрепленията Морган не атакувал откъм морето. Оставил големите кораби на котва на далечния рейд извън обсега на крепостната артилерия и спуснал десантна команда на брега с лодки. Оттук екипажът му, воден от англичанин, който познавал добре местността, се насочил към града. След къса престрелка със стражата на укрепената градска порта флибустиерите я вдигнали във въздуха с взрив и нахлули в града. Населението, помъкнало совите ценни вещи, се опитало да се спасява в укрепленията. Губернаторът също се оттеглил в едно от тях.
По-нататъшният ход на битката и разграбването на Портобело били картинно описани от Есквемелин. Когато книгата на холандеца излязла в английски превод – 16 години след събитията в Портобело, Морган, който вече бил провъзгласен за дворянин и губернатор на Ямайка, обвинил писателя и го съдил за клевета. Морган спечелил делото, ала по всяка вероятност описанието отговаря на истината:
| „ | Част от разбойниците заела манастирите и взела монасите в плен, другите се насочили срещу укрепленията и около тях скоро избухнала оживена престрелка. Но с точни изстрели разбойниците поразили голяма част от топовете и ги направили негодни за стрелба, причинили и значителни човешки загуби сред испанците. Обаче и до обед на разбойниците все още не се удавало да превземат укрепленията. И ето че Морган накарал да построят големи стълби, по които могли да се изкачват един до друг четирима души. Принудил монасите и монахините да примъкнат щурмовите стълби до укреплението и да ги подпрат на стените. Заложил всичко на карта, за да превземе крепостите, понеже там се намирали най-знатните люде на града с всички съкровища, та дори и черковните утвари. Той предполагал, че губернаторът ще пощади поне своите собствени хора, ала онзи и не мислел да стори това. Той заповядал да стрелят безогледно в ридаещите монаси. Когато изправили стълбите, неколцина разбойници тутакси се изкатерили с вонящи съдове нагоре, ала били отблъснати яростно. Те не се отказали, подпалили крепостната порта и предприемали все нови и нови атаки, докато най-сетне съпротивата на испанците отслабнала. | “ |

Привечер укрепленията били превзети. Жени и мъже били затворени в отделни сгради, после започнали велика веселба с вино и жени. Петдесет храбри мъже биха могли да изпратят през оная нощ всички разбойници на онзи свят.
На следния ден разбойниците събрали плячката, претърсили къщите и отделили най-богатите пленници. Разпитвали ги за скритото злато и ги измъчвали дотогава, докато умрат или изкажат всичко. Разбойниците пощадили само онези, които без съпротива ги отвеждали до скривалищата.

## Нападение на Маракайбо
В 1659 г. Морган подготвял нападението си над Маракайбо. Повече от 1200 флибустиери се стекли за да се запишат в списъците на непобедимия адмирал. Ескадрата потеглила в открито море и на борда на флагманския кораб „Оксфорд“ Морган свикал военен съвет. Той завършил с веселие и вино, страстите се разгорещили, започнали безредна стрелба с мускети и един небрежен изстрел причинил експлозия в барутния склад. С всичките си 36 топа корабът хвръкнал във въздуха и почти всички гости и членовете на екипажа, които се намирали на борда, били убити или тежко ранени. Останали незасегнати само Морган и капитаните, които седели на неговата маса.
Въпреки това Морган не се отказал от начинанието си. След нападението на Лолонуа повечето жители на Маракайбо били нащрек и още преди Морган да премине укрепленията по канала и да навлезе в езерото, те побягнали с всички свои ценности и с цялото си домочадие. Морган завладял и близкото градче Гибралтар и в продължение на три седмици претърсвал цялата околност, за да открие бегълците. Дълго инквизирали всеки заловен испанец докато издаде къде е скрил всичко що-годе ценно.
При завръщането силна испанска ескадра препречила пътя на флибустиерите към морето. Морган заповядал да стъкмят един кораб подпалвач. За маскировка поставили на горната палуба кукли и лъжливи дървени топове, а трюма напълнили с барут, смола и катран. В нощния мрак испанците не разгадали хитростта, приближили се плътно до мнимия враг и от много свои кораби открили огън. Подпалвачът избухнал и излетял във въздуха.
Притаил се на сигурно място с издути ветрила, Морган само това и чакал. В настъпилата сред испанските кораби суматоха той се измъкнал от клопката невредим с плячката си, оценявана на повече от 30 хил. лири стерлинги.

## Нападение на Панама
Според Хайнц Нойкирхен, автор на книгата „Пиратите“, през август 1670 г. Морган събрал пред Порт Роял флота от 28 английски и 8 френски кораба с общо 2000 души екипаж. Губернаторът на Ямайка възложил на пиратския главатар да плячкоса градовете в залива на Дариен, за да отклони испанците от желанието им да нападат английските кораби в Карибско море. На 21 декември се състоял военен съвет, който решил да бъде атакуван градът Панама. Било предвидено плячката да бъде разделена по следния начин:една десета за краля, една десета за лорд-адмирала, една стотна за Морган като главнокомандващ експедицията. Дяловете за особени заслуги или за осакатените отговаряли на обичайните норми. От останалите дялове на всеки от капитаните се полагали по осем части. Всичко било обсъдено подробно и скрепено с клетва. Имало обаче една грешка. Още преди корабите да навлязат в открито море Англия и Испания подписали мирен договор. Така Морган вече нямал благословията на английските власти в лицето на губернатора на Ямайка и нападението се превърнало в чист пиратски акт. Въпреки това обаче той не се отказал. Превзел острова Света Каталина и го превърнал в своя оперативна база, била превзета и крепостта Сан Лоренцо. След това 1200 души отплавали с канута нагоре по течението на реката Чагре, докато бързите води на течението ги принудили да продължат пеш по едва забележимите пътеки на мулешките кервани. Девет дни им отнело преминаването през субтропичния лес, докато накрая съзрели в далечината Панама.
Пред града хората на Морган се натъкнали на обширно пасище с говеда, които заклали, за да се наядат, тъй като през деветдневния поход били почти без провизии. На следващия ден в открито поле пред града ги пресрещнали испанците – два ескадрона кавалерия и четири полка пехота. Пред себе си те карали няколкостотин диви бика, които пуснали срещу пиратите. Още след първия залп обаче животните се обърнали, препуснали срещу испанците и създали сред тях бъркотията, предназначена за нападателите. Пиратите победили след двучасов бой. Градът бил завзет и разграбен по обичайния начин. Британски и френски пирати търсели злато и бисери, подкарвали роби, изнасилвали жени и изтезавали пленници точно така, както го вършели и във военно време. След като плячкосали всичко по-ценно, Морган заповядал да подпалят града. Плячката била богата понеже Панама бил кръстопътят на всичкото злато, което испанците грабели в Перу. Стойността се изчислявала на петстотин хиляди монети от по 8 реала, заграбеното пренесли до корабите с 200 тежко натоварени мулета. При разделянето на плячката в Чагре между пиратите избухнал спор. В суматохата Морган и неколцина негови верни хора взели лъвския пай и изоставили другите. Морган измамил своите хора с най-малко 1/4 от заграбеното. Заради разрушаването на Панама след подписването на мирния договор испанското правителство се оплакало пред английския двор. Чарлз II първоначално се поддал на испанския натиск, уволнил губернатора на Ямайка Моудифорт и го хвърлил в Тауър. Скоро след завръщането си от Панама Морган също бил поставен под арест на фрегатата „Уелкъм“ и откаран в Англия, за да бъде съден като пират. Но дотам не се стигнало; когато „подвизите“ му станали известни, народът го приветствал като герой. Съдебният процес така и не се състоял, вместо това кралят посветил Морган в рицарско звание. Моудифорт също бил освободен и срещу него нямало съдебен процес.

## Губернатор на Ямайка
В 1675 г. Морган се върнал в Ямайка като върховен съдия и наместник на губернатора. Скоро бил назначен за губернатор на острова. Като висш правителствен чиновник, увенчан със славата на морски герой, сега той започнал да преследва пиратството. Посъветвал старите си приятели да приемат кралската милост и да станат мирни плантатори преди да е станало късно. Изглежда, че като губернатор Морган твърде енергично се е борил срещу пиратството. Според Нойкирхен обаче, Морган е имал предвид само дребните пирати, самотно скитащите корсари и начинаещите, когато е казал:
| „ | Аз затварям в тъмница и екзекутирам всички пирати, които ми паднат в ръцете, или ги предавам на компетентните власти. | “ |

Сър Хенри Морган, един от най-големите морски разбойници на всички времена, умира мирно и спокойно в леглото си в Порт Роял, Ямайка, на 25 август 1688 г.